# Leandro Trossard
Leandro Trossard, född 4 december 1994, är en belgisk fotbollsspelare som spelar för Arsenal i engelska Premier League, och sedan 2010 för belgiska landslag. Han representerade Belgiens herrlandslag i europamästerskapen 2020 och 2024, såväl som i världsmästerskapet 2022.

## Karriär
Trossard började sin professionella karriär i belgiska Genk, där han åren 2012–2019 gjorde 27 mål på 83 matcher, trots att han var utlånad till andra klubbar de fyra första åren.

### Brighton & Hove Albion
Den 26 juni 2019 värvades Trossard av Brighton & Hove Albion, där han skrev på ett fyraårskontrakt.

### Arsenal
Den 20 januari 2023 värvades Trossard till Arsenal, där han debuterade som inhoppare redan den 22 januari i 3–2-segern mot Manchester United. Hans första mål för Arsenal kom den 11 februari i 1–1-matchen mot Brentford. I matchen mot Fulham den 12 mars spelade han fram till Arsenals alla tre mål – och blev samtidigt den förste i Premier League-historien som klarade detta i första halvlek.